# Heterostegane hyriaria
Heterostegane hyriaria är en fjärilsart som beskrevs av W. Warren 1894. Heterostegane hyriaria ingår i släktet Heterostegane och familjen mätare. Inga underarter finns listade i Catalogue of Life.